# Slzný aparát

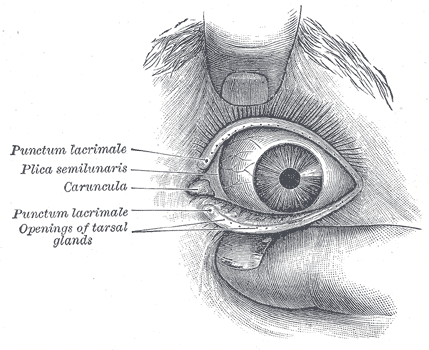
Slzní ústrojí.
punctum lacrimale – slzní body
plica semilunaris – spojivková řasa
caruncula lacrimalis – slzní hrbolek
openings of tarsal glands – vyústění tarzálních žláz

Slzní ústrojí (lat. apparatus lacrimalis) patří mezi přídatné orgány oka. Dělí se na dvě části, část slzotvornou a část slzovodnou. Slzotvorná část slzy vylučuje a slzovodná slzy odvádí. Toto ústrojí slouží především ke zvlhčování přední stěny oka, k odplavování nečistot a k ochraně oka před infekcí.

## Popis
- Část slzotvorná

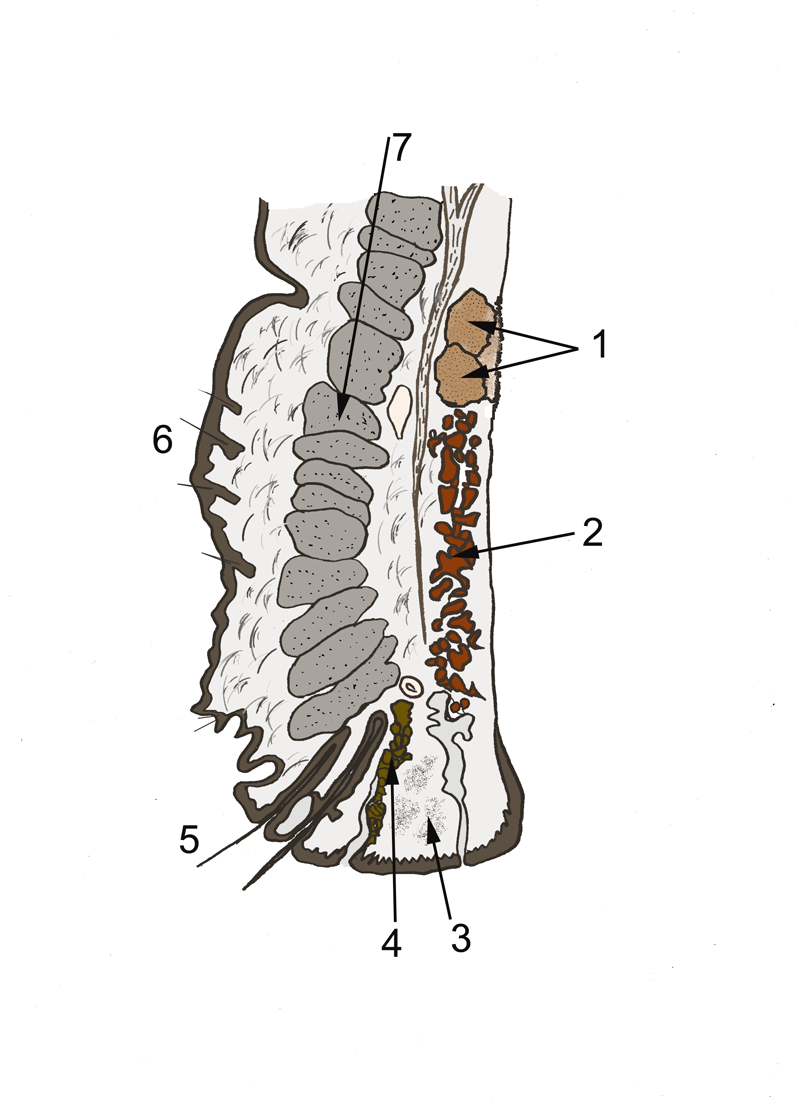
Přídatné slzní žlázy v očním víčku
1 – Wolfringovy žlázy
2 – Meibomské žlázy
3 – Zeissovy žlázy
4 – Mollovy žlázy
5 – řasy
6 – chloupky očního víčka
7 – kruhový oční sval

  - Slzní žláza (lat. glandula lacrimalis ) je uložena v zevní horní části očnice nad zevním očním koutkem ve zvláštní očnicové prohloubenině. Má dvě části, očnicovou a víčkovou. Většina vývodů očnicové části žlázy prochází přes část víčkovou, společně pak skrz spojivku ústí do horního spojivkového vaku tak, že se odtud slzy rozlévají po celém předním očním obvodě. Do spojivkového vaku ústí také vývody menších slzních žlázek.
  - Přídatné slzní žlázky se vyskytují v horním i dolním víčku a také ve spojivce.
    - Krausovy přídatné slzní žlázky jsou roztroušeny poblíž fornixu horního i dolního víčka, do kterého se také vyprazdňují. Výměšek je podobný výměšku hlavní slzní žlázy a kryje běžnou potřebu slz. V horním víčku je Krausových přídatných žlázek 42 a v dolním víčku 6–8.
    - Wolfringovy přídatné žlázy jsou malé ohraničené pohárkové žlázky v tarzální části očního víčka produkující mucin a komplex mukózního glykoproteinu, proteinových elektrolytů a buněčného materiálu. Wolfringových přídatných žláz je 2–5 v horním víčku a 1–3 v dolním víčku.[1]
    - Meibomovy žlázy produkují součást lipidové složky slzného filmu. Tento olejnatý sekret je průsvitný a obsahuje na 90 různých bílkovin. Vyprazdňují se do kanálku dotujícího okrajovou část víčka. Odtud je sekret roztírán víčky, ohraničuje vrstvu slzného filmu a malé kapénky můžeme vidět při vyloučení na povrchu slz. Tyto žlázy jsou pojmenovány po německém lékaři Henrichu Meibomovi (1638–1700). Uloženy jsou v tarsu, speciální vláknité vrstvě víčka, která obsahuje bezpočet čistě mazových žlázek. Horní víčko má více Meibomských žláz (25) a je více náchylné na jejich zhoubné nádory. Dolní víčko je podobné hornímu až na zkrácenou tarzální ploténku a obsahuje méně Meibomských žláz (20). Chronický zánět Meibomovy žlázy s ucpáním jejího vývodu a hromaděním sekretu v cysticky dilatované žláze se projeví jako vlčí zrno (chalazion).
    - Mollovy žlázy (lat. glandulae ciliares) jsou pojmenovány po dánském očním lékaři Jacobu Mollovi (1832–1914). Tyto apokrinní přilehlé žlázy jsou modifikací potních žláz. Jsou relativně velké, trubkovitě formované a jejich výměšek spolu s mazovým výměškem Zeissových žlázek je vymačkáván blízce přilehlými řasami při sevření víček. Mollovy žlázy jsou náchylné k infekci a ucpání mazem či buněčným odpadem. Ohraničený hnisavý zánět některé ze žlázek víčka je provázen otokem, zarudnutím, bolestí a později také patrným zhnisáním, kterému se říká ječné zrno (hordeolum).
    - Slzní hrbolek, též slzní jahůdka (lat. caruncula lacrimalis) je slizniční vyvýšenina ležící ve vkleslině vnitřního koutku oka, v slzním jezírku (lacus lacrimalis); je pokryt jemnými chloupky s relativně výraznými mazovými žlázami, které žlutě prosvítají.

- Část slzovodná

Slzní ústrojí (schéma)
a = hlavní slzní žláza
b = horní slzní bod
c = horní slzní kanálek
d = slzní vak
e = dolní slzní bod
f = dolní slzní kanálek
g = slzovod

odvádí slzy do nosu. Slzy jsou pohybem víček roztírány po oku, část se vypaří a část odtéká do vnitřního koutku do sběrného slzního jezírka, ze kterého odcházejí odvodnými cestami. K odvodným cestám patří slzní body, slzní kanálky, slzní vak a nosní slzovod. Slzní body jsou umístěny na okraji horního a dolního víčka ve vnitřním koutku. Tyto body přecházejí v slzní kanálky, které vedou k slznímu vaku. Než vstoupí slzní kanálky do vaku, spojí se v kanálek jeden. Slzní vak leží v prohlubenině slzní kůstky a v dolní části ústí do nosního slzovodu, který spojuje slzní vak s nosem. Odtok slz je aktivní proces, kterému napomáhá mrkání.